# Римска империя
 Тази статия е за държавата от Античността.  За средновековната държава вижте Свещена Римска империя.  
Римска империя (на латински: Imperium Romanum, Res publica Romana, на гръцки: Βασιλεία Ῥωμαίων; 27 г. пр.н.е. – 476/1453 г.) обикновено се нарича Римската държава през столетията след реорганизацията при Октавиан Август. Тя е най-силното държавно образувание в западния свят и е продължение на 500-годишната Римска република (510 г. пр.н.е. – I век), която е била сериозно отслабена от битките между Гай Марий и Сула, както и от гражданската война на Юлий Цезар срещу Помпей Велики и Марк Юний Брут. Въпреки че Рим разполага с колекция от държави данъкоплатци векове преди автокрацията на Август, държавата преди него обикновено се нарича Римска република. Разликата между Римската империя и Римската република е най-вече в държавните органи и взаимоотношенията между тях. Няколко събития са посочвани за разделящи републиката и империята – обявяването на Юлий Цезар за пожизнен диктатор (през 44 г. пр.н.е.), победата на наследника му Октавиан Август в битката при Акциум (2 септември 31 г. пр.н.е.) и обявяването му от римския Сенат за honorific Augustus (16 януари 27 г. пр.н.е.)
Латинският термин Imperium Romanum (Римска империя) е вероятно най-добре познатата латинска фраза, в която думата „империя“ означава територия, част от света, която е под римска власт. От времето на Август до упадъка на Западната Римска империя римските владетели имат власт над западна Евразия и Северна Африка. Римската експанзия започва дълго време преди държавата да стане империя и да достигне своя връх при император Траян през 117 г., когато, макар и за кратко, пределите ѝ достигат Каспийско море и Персийския залив. Все още продължава римското влияние над културата, правото, технологиите, изкуството, езика, религията, правителствата, войските и архитектурата на западната цивилизация.
През 337 г. Римската империя условно е поделена на три части между синовете на Константин I Велики, а последното условно разделяне датира от 395 г., когато преди смъртта си Теодосий I Велики дава Запада на Хонорий, а Изтока на Аркадий. За край на Западната Римска империя се посочва датата 4 септември 476 г., когато последният западен император Ромул Августул е свален от германските наемници, а източният император Зенон не избира друг на негово място. Източната Римска империя продължава да съществува до 1453 г., когато е превзета от Османската империя. От XVI – XVII век насам, под влиянието на западноевропейските историци, Източната Римска империя е по-известна под името Византийска империя, в която основният език е бил гръцкият. В нея се запазват правните и културни традиции, които продължават да съществуват заедно с православното християнство и древната гръцка култура.

## Развитие на Римската империя
Историците традиционно разделят хода на империята на три части: доимперски период, период на Августите до кризата през III век и период от Диоклециан до края на западната част на империята. Първият период е принципатът (от латинската дума принцепс, която означава „първи гражданин“). Съгласно тази теория по това време реалността на диктатурата е умело прикрита зад републиканската фасада, докато при домината (от думата dominus – „господар“) имперската власт се излага в истинския си вид, със златни корони и усложнен церемониал. Днес се приема, че положението е далеч по-нюансирано: някои исторически форми се запазват и през византийския период, повече от хиляда години след създаването им, а проявите на имперска импозантност са обичайни от първите дни на Империята.
В хода на историята си Римската империя контролира всички елинистични държави в Средиземноморието, както и келтските области на Западна Европа. Администрацията на Римската империя постепенно се развива в две отделни половини, източна и западна, следвайки приблизително културното разделение. По времето когато Одоакър взема властта на Запад през 476 г., западната половина вече видимо се развива по нов път, като църквата поема основната част от административните и благотворителни функции, изпълнявани по-рано от светската власт. Източната половина на империята с център Константинопол, градът на Константин Велики, остава сърцето на римската държава до 1453 г., когато империята окончателно е унищожена от османските турци.
Влиянието на Римската империя върху управлението, правото и монументалната архитектура, както и много други аспекти на западния живот, остава безспорно. Римските титли са възприети от следващите държави с имперски претенции като Франкското кралство, Свещената Римска империя, Руското царство и Германската империя.

## Управление

### Император
Императорът е монарх и суверенен владетел на империя. Женската форма на титлата е императрица и може да се отнася както за съпругата на императора, така и за жена, която действително е монарх. По принцип императорите се считат за по-висшестоящи от кралете.
Думата император идва от латинското imperator (буквално „подготвящ срещу“; по-общо „командващ“). Първоначално това е най-високата военна длъжност в Древен Рим, приблизително отговаряща на главнокомандващ, но постепенно започва да се използва за владетелите на Римската империя. По-късно така са титулувани някои от владетелите в Западна Европа, както и във Византия, Русия, Африка, Азия.

### Принципат (27 г. пр.н.е. – 235 г.)
Принципатът (на латински: Principat) е условен термин в историческата литература за обозначаване на установената форма на държавно управление в Древен Рим в периода на ранната Римска империя (27 г. пр.н.е. – 193 г., до 284 г.). Създадена е от Октавиан Август, който получава от Сената почетната титла Август (Augustus) през 27 г. пр.н.е. Това е специфична форма на монархия, при която формално съществуват републикански учреждения, но владетелят има императорска власт и се нарича принцепс (princeps). Той се счита за „пръв сред равни“ (Primus inter pares) сред останалите сенатори. Времево обхваща периода от управлението на Юлиево-Клавдиевата династия, Първа Флавиева династия (Веспасиан, Тит, Домициан) и династията на Антонините.

### Сенат
През Римската империя Римският сенат е едно от най-висшите държавни учреждения. Неговата власт все повече била ограничавана и съсредоточавана в ръцете на императора.
Към края на III век при Диоклециан Сенатът бил превърнат в градски съвет на Рим.

### Сенатори и конници
По времето на управлението на Октавиан Август сенаторите образуват свое съсловие (ordo) и Римският сенат има 600 сенатори, през Късната античност – 2000 души.
По време на Империята все повече знатни провинциалисти стават сенатори.
Конници (equites, equester ordo) могат да станат само тези, които имат доход от 400 000 сестерци и имат съсловен знак anulus aureus (angustus clavus) на туниката. Те изпълнявали важни служби в управлението и войската. През I и II век те стават рицари.

### Cursus honorum
След като Август през принципата сам поема империума, всички републикански служби стават излишни. Въпреки това консулатът съществува до края на Западната Римска империя. Обаче магистратите вече не са избирани от народа, а номинирани от Сената или от императора. Също така началната възраст значително е намалена.
Към това Август създава служебна кариера за конниците (рицарите), която води от военно командване през работа в управлението (прокуратор) към префектура (управител или щатхалтер на една провинция). По този начин мъже от низш произход могат да се издигнат от легионер през primuspilus и procurator Augusti до преториански префект, както Марк Басей Руф, който има тази служба през 168 – 177 г. при Антонин Пий.

## Въоръжени сили на Римската империя

### Легиони
След реформа първите кохорти се удвояват в Cohors militaria и една конна група от 120 души, римският легион се състои от стандарт големина от около 6000 души. Помощните групи (auxiliaries) имат до 5000 души. Така един легион заедно с помощните трупи се състои от общо около 11 000 души.
Легионът е ръководен от щаб от 11 офицери. Предводителството има един легат от сенаторското съсловие, управителят на провинцията (legatus Augusti pro praetore) или – в провинциите с повече легиони – един legatus legionis. В Египет стационираните легиони се командват от префекти от конническото съсловие.
Обикновеният войник се нарича miles gregarius („легионер“ е модерно название).
Императорите и антиимператорите по времето на имперската криза през ІІІ век са издигани от легионите (войнишки императори). Преторианската гвардия, която получава значително влияние и убива някои императори (напр. Калигула или Балбин), не е легион, а трупа стационирана в Рим, както и другите трупи, стационирани в града (градски кохорти, вигилии, императорски телохранители).
Познати са 50 легиона с тяхното име. До III век съществуват едновременно най-много 35 легиона.
През 320 г. войската е разделена на:
- гранична войска (limitanei),
- маршируваща войска (comitatenses) и
- гарда трупи (palatini).

Ролята на кавалерията има все по-голямо значение.

### Помощни войски (Auxilia)
Към края на I век – началото на II век тези отряди Ала минали под водачеството на римските войници. Една ала се командва от префект, назначен от императора. От IV век, тези които не са римляни служат като федерати, и Auxilia изчезва от източниците.

### Флота
Римската флота (classis Romana) се използва главно за транспортиране на легионите.

## Провинции

### Римски провинции
Римската провинция (provincia) до 294 г. е най-голямата единица в Римската империя. Император Август разделя провинциите на императорски и сенатски. При император Диоклециан ок. 300 г. се въвеждат като главностоящи 12 (по-късно 14) диоцези (dioecesis) с ръководител викарий (vicarius, vicarii), при Константин I Велики допълнително е въведена префектурата с ръководител преториански префект (praefectus praetorio, praetorii). Йерархията е: префектура – диоцез – провинция.

### Императорски провинции
Императорската провинция е римска провинция, на която римският император е номинално управител, който назначава свой наместник висш сенатор за легат (Legatus Augusti pro praetore).

### Сенатски провинции
Сенатската провинция (provinciae publicae, provinciae populi Romani) е римска провинция, на която Сенатът назначава управителя, който е проконсул (proconsul).

## Религия
Официални религии са политеизъмът, императорският култ (до 380 г.) и християнството (след 380 г.).

## Култура
Цялата империя се ориентира на начина на живот в главния град Рим. В Европа започва асимилация. От II век в град Рим става модерно също да се носят брада и панталони, както дотогава в някои провинции.

## Векът на Август (31 г. н.е. – 14 г.)
Приема се, че Римската империя започва с конституционното споразумение след битката при Акциум през 31 г. пр.н.е. Всъщност републиканските институции на Рим са разрушени през предходното столетие и управлението се осъществява еднолично от времето на Сула. Въпреки това управлението на Август отбелязва един важен обрат. По времето на Акций няма живи свидетели на функциониращите републикански институции или на време без гражданска война в Рим. Четиридесет и пет години по-късно, при смъртта на Август, малцина помнят времето преди самия него. Продължителността на живота на средния римлянин е само четиридесет години. Дългото управление на Август позволява на едно поколение да живее и умре без да познава друга форма на управление и дори друг владетел. Това е изключително важно за създаването на нагласи, които позволяват установяването на наследствена монархия в Рим, която убива Юлий Цезар заради царските му аспирации. Независимо дали го одобряват или не, едноличното управление е единственото, което хората от века на Август познават, и така ще остане дълги векове.
Управлението на Август е забележително с няколко трайни постижения, които определят бъдещето на империята:
- Създаване на наследствената длъжност, която днес се нарича римски император.
- Фиксирането на заплащането и продължителността на службата отбелязва последния етап от еволюцията на римската войска от гражданска в професионална.
- Създаването на преторианската гвардия, която издига и сваля императори през следващите векове.
- Разширението на империята до нейните „естествени граници“. Границите, достигнати при смъртта на Август остават граници на империята с малки изключения през следващите четиристотин години.
- Създаването на civil service извън структурата на Римския сенат, което поставя началото на отслабване на сенатската власт.
- Lex Julia от 18 г. пр.н.е. и lex Papia Poppaea от 9 г., които насърчават раждаемостта и осъждат безбрачието.
- Провъзгласяването на култа към Божествения Юлий Цезар в цялата империя и насърчаване на полуобожествяването на самия него приживе в елинистичния Изток. Тази традиция оцелява до времето на Константин Велики, който при смъртта си става едновременно римски бог и „тринайсети апостол“.

## Юлии-Клавдиите, наследниците на Август (14 – 68 г.)
Стратегията на Октавиан Август за бракове между Юлии и Клавдии създава комбинацията от семейни и политически връзки, известна като династия на Юлий-Клавдиите. Между 14 и 68 г. управляват последователно Тиберий, Калигула, Клавдий и Нерон, повечето от тях неспособни или психически неуравновесени. Централната власт затъва в династични интриги, а политическият елит е тероризиран от своеволията на императорите. Въпреки това системата, изградена от Август, се оказва достатъчно устойчива и периодът преминава без сериозни сътресения. Границата в Германия е укрепена, продължава завоюването на Британия, Тракия (в 45 г. при император Клавдий) и няколко нови източни провинции са присъединени към Империята.
Едва през 60-те години на I век се надига вълна от бунтове по периферията – в Британия, Армения, Юдея и по границата с Партия. Неспособността на Нерон да се справи с безредиците и общата му некомпетентност бързо стават очевидни и преторианската гвардия го отстранява. „Годината на четиримата императори“ (69 г.) преминава в гражданска война и начело на Империята за кратко застават императорите Галба, Отон и Вителий. Към края на годината Веспасиан затвърждава властта си като римски император.

## Флавиите (69 – 96 г.)
Между 69 и 96 г. управляват последователно Веспасиан и двамата му сина Тит и Домициан – династията на Флавиите. Преди да стане император, Веспасиан е военачалник, постигнал забележителни успехи във войните на Изток. Флавиите продължават тенденцията от предишните десетилетия и се опират все повече върху армията, отколкото на Сената и остатъците от републиканските институции. Монархическият характер на управлението става все по-неприкрит, което предизвиква враждебността на римската аристокрация, особено при управлението на Домициан.
Флавиите успяват да стабилизират публичните финанси, да потиснат бунтовете в провинциите и дори да постигнат известно териториално разширение в Германия и Британия. Финансирани са големи обществени строежи като Колизея в Рим. Жителите на Испания получават римско гражданство.

## Антонините – „петимата добри императори“ (96 – 193 г.)
Следващият век е известен като периодът на „петимата добри императори“ (Нерва, Траян, Адриан, Антонин Пий и Марк Аврелий). Антонините въвеждат практиката на осиновените наследници, която за известно време осигурява компетентно управление на Империята. Те се опитват поне привидно да поддържат авторитета на Сената, което им осигурява относителна популярност сред римската аристокрация. При Траян империята достига най-голямото си териториално разширение, включвайки провинциите Дакия и Месопотамия.
Периодът на Антонините завършва с управлението на Комод от 180 до 192 г. Психически неуравновесен, той връща Рим към ексцентричностите от времето на Нерон. Той е убит, и с подкрепата на армията император става Септимий Север.

## Северите (193 – 235 г.)
През 193 г. римски император става Септимий Север. Той е сириец, женен за либийка. Издигнат е за император от източните легиони. С неговото управление започва доминацията на провинциите над Рим. Той провежда кампании в Месопотамия и Британия. Разрешава на войнишките семейства да живеят в близост до военните лагери. Не се разбира с римския Сенат и управлява почти самостоятелно. Наследен е от синовете си Каракала и Гета. Каракала обаче убива брат си и става едноличен владетел. През 212 г. издава едикт, с който всички римски поданици се обявяват за римски граждани.
През 217 г. император става Елагабал, но той се интересува преди всичко от религиозни дела. Ето защо е свален от престола от заговорници след петгодишно управление. На власт идва Александър Север. Той се оказва голям мечтател и иска да бъде велик пълководец. Води война с германските племена, но след като сключва позорен договор с тях е свален от собствените си легиони. Започва кризата в империята с края на неговото управление. На трона започват да се изреждат много императори, останали известни като „войнишки императори“.

## Кризата от III век (235 – 275 г.)
След смъртта на император Александър Север на трона на Римската империя започват да се изреждат така наречените „войнишки императори“. За много кратко време се изреждат много владетели. Легионите в отделните провинции избират различни императори. Варварите използват тази криза и нахлуват на територията на Империята. През 251 г. при Абритус (днес Разград) готите побеждават император Деций Траян. От Империята започват да отпадат някои провинции – Сирия, Галия. В Сирия за независим се обявява владетелят на Палмира, а в Галия се създава римска държава начело с управителя на тази област. Известно подобрение настъпва едва при император Клавдий II. Той разбива готите при Найсус. При сина му Аврелиан римляните побеждават нахлулите в Италия алемани и ги прогонва отвъд Алпите. Галия и Сирия отново се присъединяват към империята, след като са преодолени размириците там. Заради тези победи Сенатът му дава титлата „възстановител на света“. Той освен това построява нови стени около Рим. Но истинско подобрение в Рим настъпва с управлението на Диоклециан.

## Тетрархията (275 – 313 г.)
През 284 г. на власт идва Диоклециан. По произход е илириец и се издига от длъжността началник на личната стража на император Нумериан. Опитва се да преодолее кризата в Римската империя, като въвежда системата на тетрархия – управление на четиримата тетрарси. Властта се поделя между двама владетели, Августи, които избират свои помощници – Цезари. Единият Август бил Диоклециан, а другият – Максимиан. От своя страна те трябвало да си изберат Цезари. Старши Август станал Диоклециан. Разделил империята на два дяла – източен, който запазил за себе си, и западен, начело с Максимиан. Опитва се да проведе данъчна реформа, въвеждайки лимит за цените, но това се оказало несполучливо. Провежда гонения срещу християните. Извършва реформи в армията. През 305 г. се оттегля от властта.
Четиримата тетрарси установяват своите седалища извън Рим и по-близо до граничните области с оглед по-ефективната защита на империята. Четирите столици на тетрарсите са:
- Никомедия, разположен на брега на Мраморно море. Това е място, където по време на гоненията срещу християните са екзекутирани свети Георги и свети Пантелеймон. Никомедия остава източната (и по-важна) столицата на империята до победата на Константин Велики над Лициний в 324 г. Следващите 6 години Никомедия е на практика столица на Римската империя по времето на Константин Велики, докато той не провъзгласява близкостроящия Константинопол за „Новия Рим“. По това време в Никомедия има изградени много християнски църкви и дворци. Никомедия имала важната функция да защитава империята от нападения от Балканите и Персия.
- Сирмиум, разположен в римската провинция Панония. Служи като резиденция на император Галерий. Става столица на префектура Илирия.
- Медиолан (сега Милано) става столица на Максимиан и префектура на Италия и Африка.
- Августа Треверорум (сега Трир в Германия) е определен за столица на западния цезар Констанций Хлор в близост до важната граница по Рейн. Малко преди това е столица на галския император Тетрик I, става префектура на Галия и включва Германия, Галия, Испания и Британия.

Между четиримата тетрарси нямало точно разграничение на земите. Всеки от тях се занимавал с воденето на военните кампании, а с управлението се занимава бюрокрацията възглавявана от префект към всеки тетрарх.

## Възход на християнството и упадък на империята (313 – 395 г.)
След гражданската война в империята между наследниците на Диоклециан на власт идва Константин I. През 312 г. той побеждава претендента за престола Максенций и става август заедно с Лициний. След една година те издават Медиоланския едикт, с който християнството става равноправна религия. През 330 г. завършва построяването на новата столица на империята, тъй като западният дял, където е Рим, е обхванат от жестока криза. Столицата взима името Константинопол по името на императора. След император Константин I става ясно, че империята не може да преодолее кризата. Малко по малко тя започва да се разделя. Дори и укрепването на властта в Константинопол не е в състояние да предотврати кризата. През май 381 г. се свиква Втория вселенски събор в Константинопол, на който се избира нов патриарх на Константинопол. Приема се и пълният текст на Символа на вярата.
Силата на църквата нараства дотолкова, че когато през 390 г. по заповед на Теодосий I готски наемници избиват 7000 души при потушаване на безредици в Тесалоника (дн. Солун), императорът бива официално отлъчен от влиятелния епископ Амброзий Медиолански. Едва след публично покаяние Теодосий отново е приет в редовете на вярващите християни. Докато през 313 г. Константин Велики издава т.нар. Милански едикт, с който обявява всички религии в империята за равноправни, в 392 г. Теодосий Велики забранява дори и частното изповядване на езически религии. Затваря или превръща в черкви повечето нехристиянски храмове в много градове, например Серапеума в Александрия и храма на Веста в Рим. Важни гръко-римски паганистически култови средища, като Храма на Юпитер и Пантеона в Рим, Партенона в Атина и храма на Аполон в Делфи, също се закриват. През 393 г. за последен път се провеждат Олимпийските игри, след което и те се забраняват като езически. През 395 г. император Теодосий I обявява християнството за държавна религия. Малко преди да почине той разделя империята на Източна, начело със сина си Аркадий, и Западна – с другия му син Хонорий. Империята никога повече не се обединява.

## Падане на Западната Римска империя (395 – 480 г.)
През 395 г. властта на Теодосий I се предава на двамата му малолетни синове, назначени за Августи – Аркадий на изток и Хонорий на запад. През 476 г. германският вожд Одоакър побеждава и обезглавява Флавий Орест, обсажда Равена и сваля от власт малолетния му син Ромул Августул („Августчето“). През 480 г. умира Юлий Непот – един от последните императори на Западната римска империя, управлявал от 474 до 475 г. (номинално до 480 г.). Предполага се, че Непот е опитал да си възвърне контрола над Италия, което предизвикало недоволството на Одоакър. На 9 май 480 г. Непот е убит от двама свои приятели, подкупени по всяка вероятност от неговия стар враг Глицерий. След смъртта на Непот, Одоакър завзема Далмация под предлог, че отмъщава на убийците му и изпраща императорските инсигнии в Константинопол, като прави Глицерий епископ в Медиолан.
Император Зенон взема решение да не назначава нов западен император, оставайки по този начин единствения владетел на империята.
Одоакър се обявява за крал, държейки реалната власт в Италия, но официално приема върховенството на източния император Зенон над Запада, получавайки в замяна патрициански сан от Зенон. Одоакър изпраща знаците на императорската власт в Константинопол с посланието: „Както Слънцето е едно на небето, така и императорът трябва да е един на Земята!“ – символично така Зенон е признат за единствения император.
Приема се, че тези събития бележат падането на Западната Римска империя, 476 е пределна година на Античната епоха и начало на Средновековието. В действителност детронирането на Ромул Августул преминало почти незабелязано за съвременниците му. Той е бил жив през 511 г., когато основава манастир, но умира преди 536 г., когато се възстановява властта на Източната Римска империя в Италия. Съществува и друго становище. Тъй като Орест е узурпатор, прогоненият от него Юлий Непот официално все още владее титлата император, по времето когато Одоакър взема властта. Непот, който управлява Далмация до 480 г., би трябвало да бъде считан за последния император на Западната империя, дори и формално, поради факта, че Одоакър сече монети с образа на Непот и не взема императорската титла.

## Население на Римската империя
Население на Римската държава през различните периоди
- 56 800 000 души – 25 г. пр. Хр.
- 55 млн. души – население от времето на Късната Република преди периода на гражданските войни (70 г. пр. Хр.)
- 45 млн. души – намаляване населението на Римската империя по време на управлението на император Август поради граждански войни, смутове и др. (30 г. пр. Хр.)
- 88 000 000 души – 117 г.
- 65 млн. души – население на Римската империя след период на двувековно процъфтяване (160 г.)
- 40 млн. души – до такава степен се намалява населението след чумата и многобройните войни в края на управлението на император Марк Аврелий (180 г.)
- 55 млн. души – възстановяване числеността на населението при управлението на император Константин Велики (337 г.)

Социално разпределение на населението на Римската империя към средата на II в.
Общо населението от 65 млн. души може условно да се раздели на следните групи (числеността на населението на всяка група включва освен самите представители и членовете на техните семейства):
1) 2,5 млн. души имат добри условия на живот:
- 2 хил. души – сенаторско съсловие
- 100 000 души – конници
- 200 000 души – общинска аристокрация
- 700 000 души – чиновници, ветерани
- 1 000 000 души – търговци, занаятчии и др.
- 500 000 души – войници (легиони, спомагателни войски, гвардия, флот, градска стража)

2) 12,5 млн. души имат средни условия на живот:
- 4 млн. души – роби, живеещи в градовете (500 хил. от тях се живеят в самия Рим)
- 8,5 млн. души – градски пролетариат

3) 50 млн. души имат минимални условия на живот:
- 3 млн. души – свободни фермери
- 40 млн. души – арендатори, живеещи и работещи на земя, притежавана от други
- 7 млн. души – роби, заети в селското стопанство и в добива на полезни изкопаеми

## Площ на Римската империя
- 25 г. пр. Хр. – 2 750 000 km2 (1 061 781 sq mi)
- 50 г. – 4 200 000 km2 (1 621 629 sq mi)
- 117 г. – 6 500 000 km2 (2 509 664 sq mi)
- 390 г. – 4 400 000 km2 (1 698 849 sq mi)

## Наследство на Римската империя
Няколко държави се приемат за наследници на античната Римска империя. Нейно пряко продължение на изток е така наречената Византийската империя.
Император Юстиниан I завладява значителни части от Западната Римска империя през средата на VI век, но неговите наследници не могли да задържат тези завоевания. На мястото на разпадналата се Западна Римска империя възникват множество малки държави. През 962 г. Ото I (Отон Велики) е провъзгласен от папа Йоан XII за император на Свещената Римска империя, която просъществува под различни форми до 1806 г.
Търново е обявено от самите ромеи за Трети Рим и наследник на погубената временно Източна Римска империя (т.нар. Византия) след завладяването на Константинопол в 1204 г. от кръстоносците.
Руската империя, двете френски империи (Наполеон I и Наполеон II) и Османската империя също се наричат наследници на Рим. Във Великото московско княжество по времето на Иван III се заражда теорията за Третия Рим.
В края на XVIII век бащите основатели на САЩ провъзгласяват създадената от тях страна за продължител на републиканския Рим. Държавните институции на САЩ се създават под влияние на древноримските образци. Понастоящем в САЩ е популярно да се сравнява страната с Римската империя на базата на култа към свободата. Критично настроените автори сравняват с Римската империя прехода на САЩ към „имперско президентство“. Те правят аналогия на промените в американската държавна система с прехода на Рим от република към ранна империя.
В Германия през XIX и началото на XX век Бисмарк и Хитлер говорят за „втора“ и „трета“ империи, имайки предвид като първа Свещената Римска империя.